# Raionul Izium, Harkov
Izium (în ucraineană Ізюмський район, transliterat: Iziumskîi raion) este un raion în regiunea Harkiv, Ucraina. Are reședința la Izium.
Are o suprafață de 5.910,2 km². Populația este de 181.600 locuitori, determinată în 2020.